# Emile Berliner
Pour les articles homonymes, voir Berliner.
Emile Berliner, né Emil Berliner à Hanovre (royaume de Hanovre) le 20 mai 1851 et décédé à Washington le 3 août 1929, est un ingénieur allemand naturalisé américain. 

## Biographie

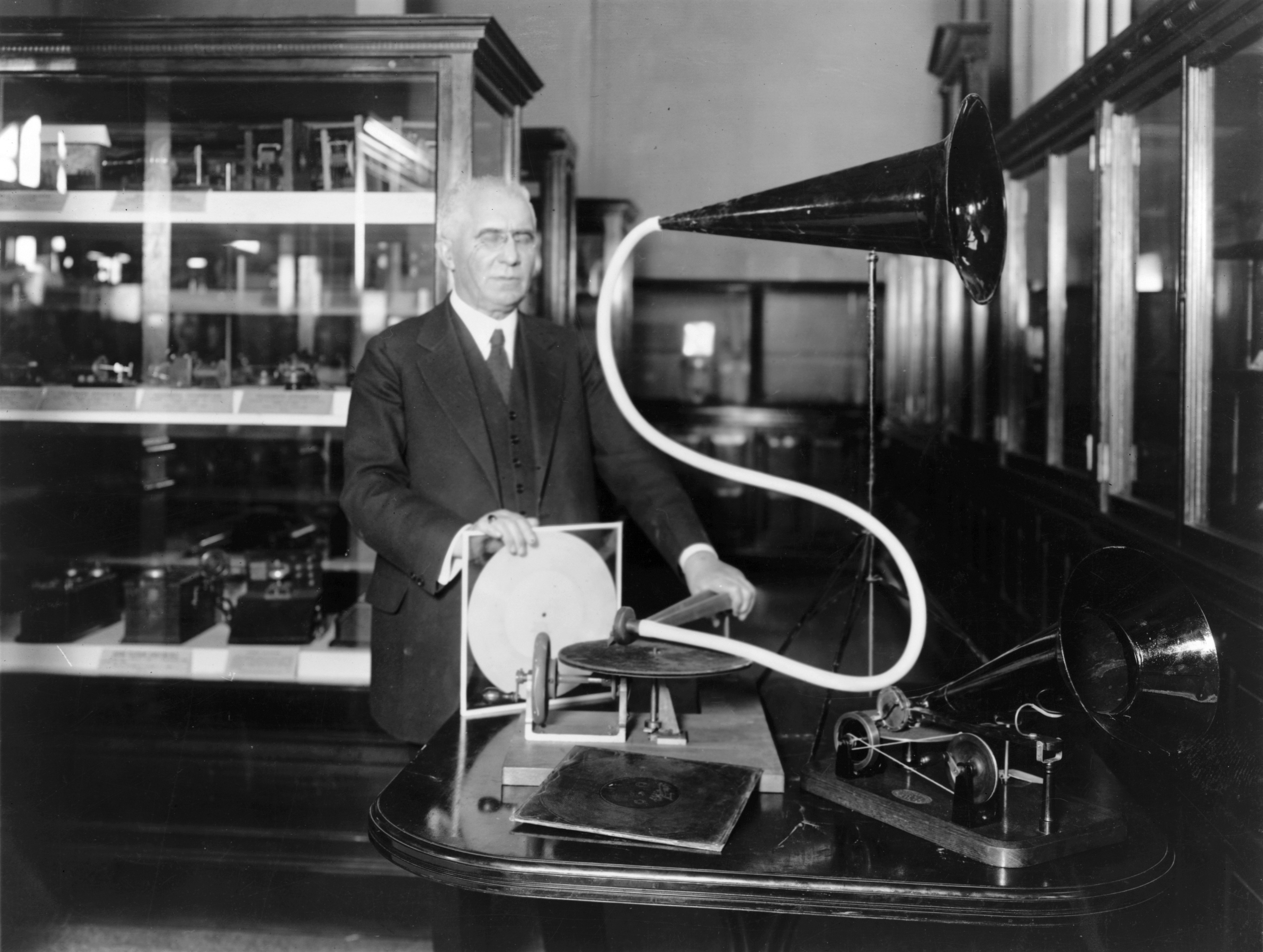
Emile Berliner avec son premier phonographe.

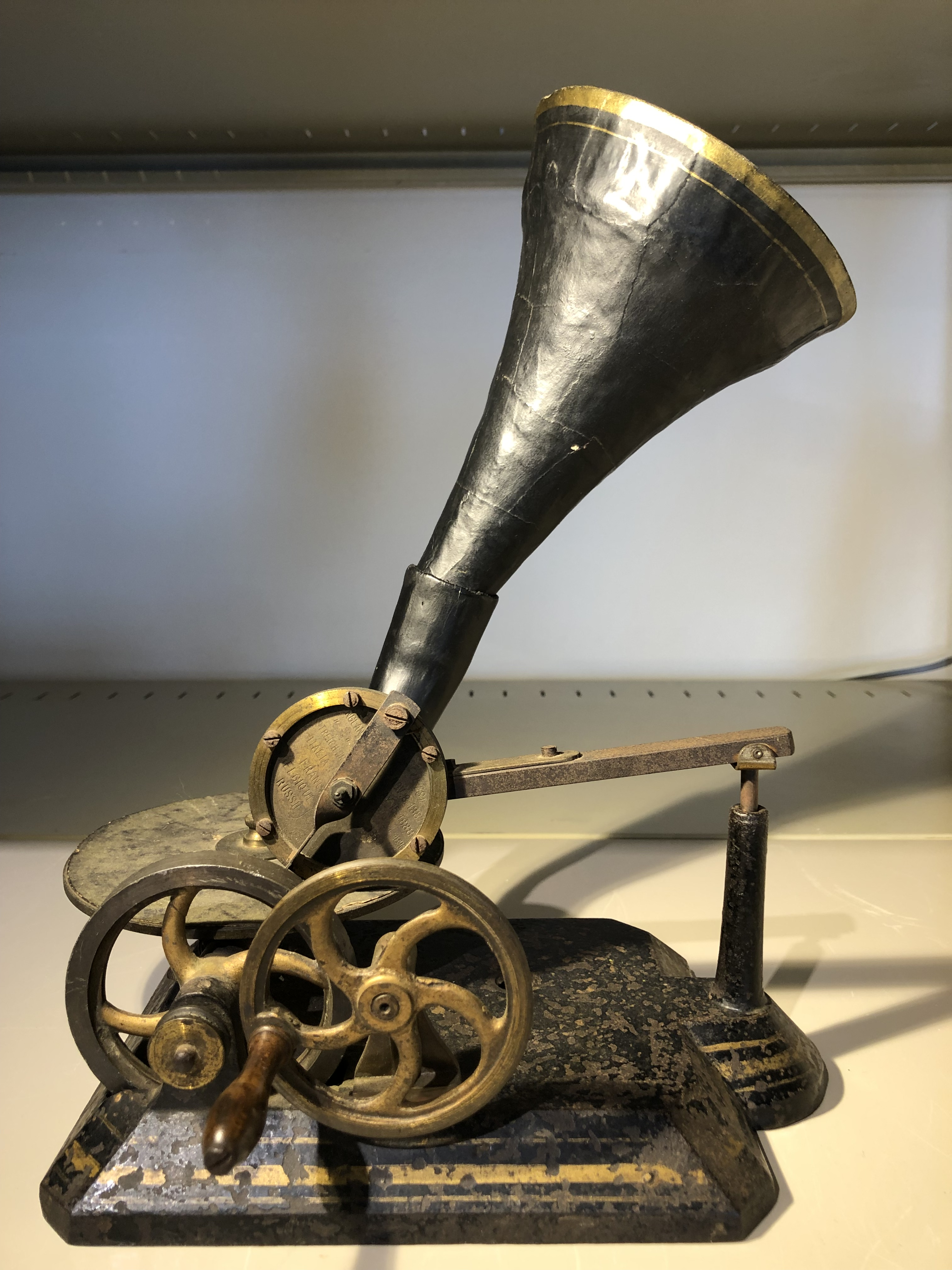
Gramophone jouet d'Emile Berliner de 1889 (collection Musée des ondes Emile Berliner, Montréal, Québec, Canada).

Travaillant d’abord comme imprimeur puis comme commis dans un atelier de tissage, il peut dès lors illustrer ses talents d’inventeur en développant une nouvelle machine à tisser. C’est sous l’influence d’un de ses amis que le jeune Emile décide de traverser l’océan Atlantique. Passionné par la science et les nouvelles découvertes, il fréquente assidûment les nombreuses bibliothèques et particulièrement celle du Cooper Institute où il s’adonne particulièrement aux recherches concernant l’électricité et l’acoustique.
C’est en 1876, lors de l’exposition anniversaire du centenaire de la révolution américaine à Philadelphie, qu’il découvre une invention due à Alexander Graham Bell qui l’intéresse au plus haut point, le téléphone.
Sa démonstration échoue de peu, car le message qu’il voulait transmettre n’arrive pas clairement à destination. Le problème venant du transmetteur. Emile Berliner décide alors de travailler sur l’invention et reprend ses recherches avec la même passion. Son petit appartement situé dans la capitale se transforme alors en laboratoire d’électricité. Après de nombreuses semaines de recherche (allant même jusqu’à placer un téléphone entre son appartement et celui de sa logeuse), Berliner découvre un nouveau principe. Il élabore un bon transmetteur fonctionnant quelle que soit la distance séparant l’émetteur du récepteur. Le brevet est déposé le 4 juin 1878. La Bell Telephone contacte immédiatement l’inventeur allemand et lui propose 50 000 dollars ainsi qu’un revenu mensuel en échange de l’utilisation de l’invention. Quelques années plus tard, Berliner quitte la compagnie et revient s’installer à Washington. Il y achète une maison où il installe son laboratoire d’étude.
Il y invente alors un gramophone et une matrice pour imprimer les disques horizontaux. La gravure horizontale signifie qu'on grave à profondeur égale mais le sillon doit alors faire son onde en largeur, ce qui peut prendre plus de place sur le disque, contrairement aux disques Edison à gravure verticale (spirale parfaite à profondeur variable). C’est par ce brevet qu’il deviendra célèbre. Il présente pour la première fois en public ce projet de gramophone au mois de mai 1888 au Franklin Institute de Philadelphie. Il commence alors à fabriquer des disques en quantités importantes. Il enregistre aussi pour de nombreux artistes. 
Le gramophone est commercialisé pour la première fois en 1894, par une compagnie fondée par Berliner et quelques amis, sous le nom de United States Gramophone Company.

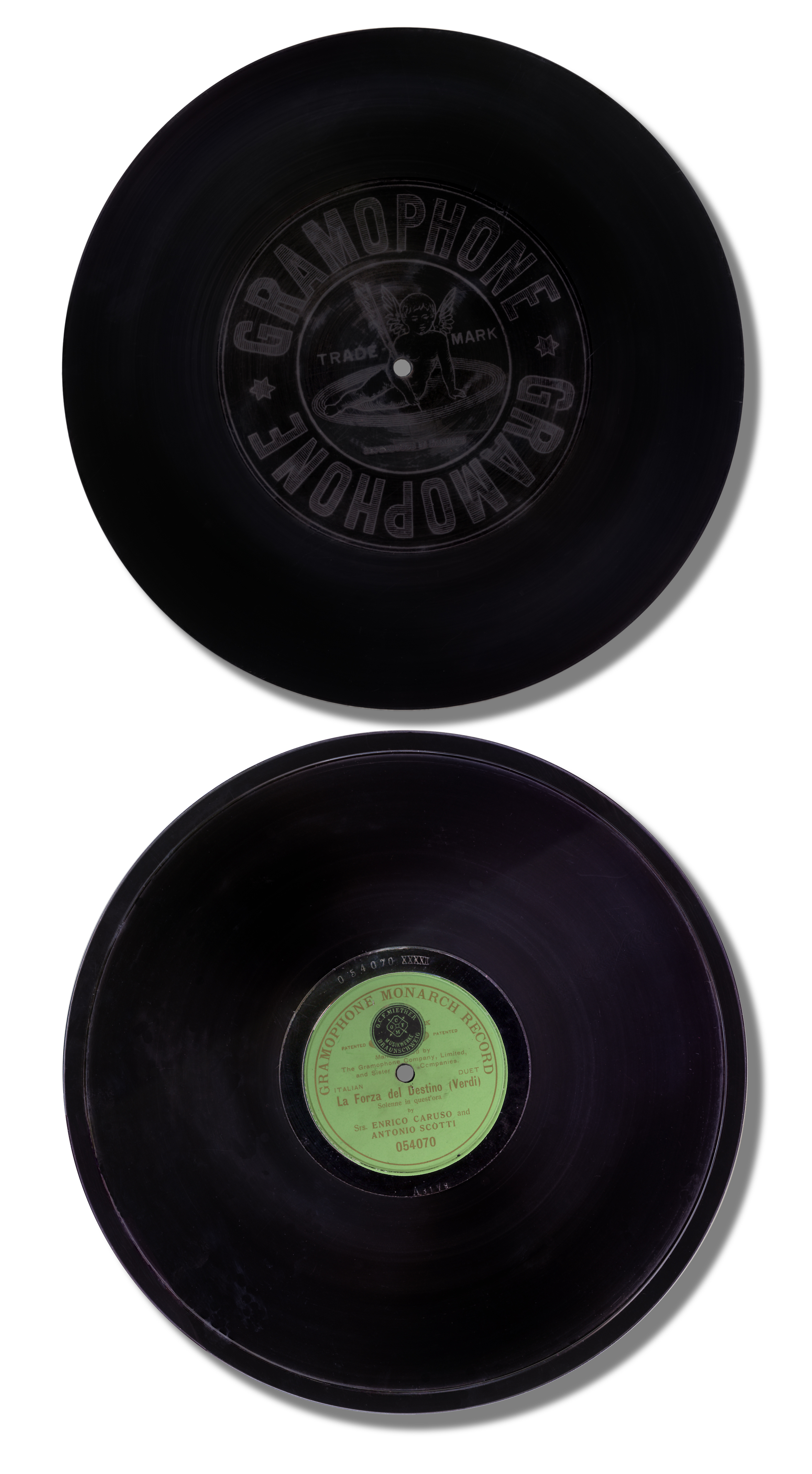
Disque d'Enrico Caruso fabriqué par la société Emile Berliner Gramophone à Hanovre en 1908.

Deux années se sont écoulées lorsqu’une nouvelle compagnie voit le jour à l’initiative d’importants hommes d’affaires. Ce sont les débuts de la société Berliner Gramophone. Mais les ventes de gramophones sont peu élevées et la compagnie doit à tout prix moderniser le gramophone. Ce qui est fait la même année. Le système à manivelle est remplacé par un moteur à ressort. Mais peu à peu, l’invention de Berliner va circuler de mains en mains, chacun voulant s’approprier la part la plus importante. Ainsi trois sociétés gèrent l’invention : la Berliner Gramophone Company, qui fabrique le gramophone et le disque horizontal ; la United States Gramophone Company, qui gère les droits des brevets ; et enfin la Seaman’s National Gramophone, qui s'occupe de la vente et de la publicité. 
Le début du XXe siècle est marqué par de nombreux ennuis pour l’inventeur allemand. Seaman essaie de s’approprier les ventes et, par une série de manipulations, il arrive à faire retirer le gramophone des ventes aux États-Unis. Berliner quitte alors les États-Unis et sa ville de Philadelphie pour aller s’installer à Montréal, choix loin d’être anodin puisque les liaisons avec Philadelphie était fréquentes. La société connaît alors une sorte d’apogée, jusqu’à atteindre deux millions de disques vendus durant l’année 1901. À la suite de la Première Guerre mondiale, la société connaît une formidable expansion et l’usine de Berliner constitue l’une des plus modernes de Montréal. En 1924, la Victor Talking Machine Company achète la société. Berliner est lauréat de la médaille Franklin en 1929 en récompense de ses travaux dans le domaine de l'enregistrement du son.
La gravure horizontale de Berliner a ensuite dominé seule l'industrie de la musique jusqu'à ce que la gravure stéréo réconcilie l'horizontal et le vertical dans un même sillon, pendant plusieurs décennies. Ensuite le disque compact a éliminé à la fois l'utilisation de l'horizontal et du sillon, en le remplaçant par une gravure pointillée en spirale, sans variabilité horizontale, lue sans aiguille, et inspirée des ordinateurs (voir carte perforée, ruban perforé, modulation d'impulsion codée).
Un musée à Montréal situé dans le veille usine de RCA Victor porte le nom d'Emile Berliner.

### La Voix de son maître
En 1899, Berliner achète la toile La Voix de son maître de Francis Barraud pour en faire la marque de commerce de la Gramophone Company.

## Distinctions
- 1987 : Grammy Trustees Award
- 1913 : Médaille Elliott-Cresson
- 1913 : National Inventors Hall of Fame
- 1929 : Médaille Benjamin Franklin
- 2000 : Walt Grealis Special Achievement Award